# Volker Jehle
Volker Jehle (* 23. Dezember 1954 in Balingen) ist ein deutscher Schriftsteller, Literaturwissenschaftler und Herausgeber.

## Leben
Volker Jehle verbrachte seine Kindheit und Schulzeit in Ebingen (heute Albstadt). Er studierte Germanistik, Allgemeine und Vergleichende Literaturwissenschaft, Slavistik und Musikwissenschaft an den Universitäten Regensburg, Tübingen, Wien, Mainz, Bamberg. Den Magister Artium erhielt er 1983 in Mainz bei Wulf Segebrecht, seine Promotion erfolgte 1990 in Tübingen bei Walter Jens. 1982 bis 1984 betreute er die Musikhistorische Sammlung Jehle im Stauffenberg-Schloss in Albstadt-Lautlingen. 1982 gründete er das Hildesheimer-Archiv und leitete es, war Archivar, Bibliograph und Herausgeber Wolfgang Hildesheimers, das Archiv befindet sich seit 1993 im Archiv der Akademie der Künste, Berlin.
Seit 1993 ist er außerdem als freier Autor und Publizist aktiv. Aus der Geschichte Susanne in seinem Buch Größerer Dachschaden erarbeitete er das gleichnamige Theaterstück. Zu seinem Buch Ulrike schrieb er das Drehbuch Ulrike, das unter dem Titel Komm, wir träumen! von Leo Hiemer verfilmt wurde.
Seit 2008 arbeitet er nebenbei als  wissenschaftlicher Betreuer der Musikhistorischen Sammlung Jehle im Stauffenberg-Schloss in Albstadt-Lautlingen.
Volker Jehle, Vater des Filmemachers Martin Jehle und Bruder des Musikalienhändlers Peter Jehle, lebt mit seiner Frau in Geislingen (bei Balingen).

## Auszeichnungen
- Förderkreis deutscher Schriftsteller (1986, 1989)
- Stipendium der Kunststiftung Baden-Württemberg (1991)
- Nominierung zum 1. Baden-Württembergischen Drehbuchpreis (1999), heute heißt der Preis Thomas Strittmatter Preis
- Golden Artist für Komm, wir träumen! als bester Spielfilm (2006)

## Werke
- Wolfgang Hildesheimer. Eine Bibliographie. Frankfurt, Bern, Nancy und New York: Peter Lang 1984 (Helicon 3).
- Wolfgang Hildesheimer: Gedichte und Collagen. Herausgegeben, mit Anmerkungen und einem Nachwort versehen vin Volker Jehle. Bamberg: Fränkische Bibliophilengesellschaft 1984.
- Wolfgang Hildesheimer: Die Hörspiele. Herausgegeben und mit einem Nachwort versehen von Volker Jehle. Frankfurt am Main: Suhrkamp 1988 (Suhrkamp Taschenbuch 1583).
- Wolfgang Hildesheimer: Die Theaterstücke. Herausgegeben und mit einem Nachwort versehen von Volker Jehle. Frankfurt am Main: Suhrkamp 1989 (Suhrkamp Taschenbuch 1655).
- Volker Jehle (Hg.): Wolfgang Hildesheimer. suhrkamp Taschenbuch Materialien. Frankfurt am Main: Suhrkamp 1989 (Suhrkamp Taschenbuch 2103).
- Wolfgang Hildesheimer: Werkgeschichte. suhrkamp taschenbuch materialien. Frankfurt am Main: Suhrkamp 1990 (st 2109); Neuauflage in 2 Bänden: Nordhausen: Bautz 2003.[8]
- Wolfgang Hildesheimer: Mit dem Bausch dem Bogen. 10 Glossen mit einer Grafik. Herausgegeben von Volker Jehle. Warmbronn: Keicher 1990.[9]
- Wolfgang Hildesheimer: Gesammelte Werke in sieben Bänden. Herausgegeben von Christiaan Lucas Hart Nibbrig und Volker Jehle. Frankfurt am Main: Suhrkamp 1991; Leinen- und Lederausgabe.
- Ulrike. Tübingen: Klöpfer & Meyer 1996; München: Piper 2001 (Serie Piper 3121); Klöpfer & Meyer, 2. Auflage 2006.
- Größerer Dachschaden und andere Beschädigungen. Sechs Geschichten. Tübingen: Klöpfer & Meyer 1997.
- Scheiterndes. Kunst und Leben: Wolfgang Hildesheimer. Verlag Traugott Bautz, Nordhausen 2003, ISBN 978-3-88309-117-4
- Kunst und Leben. Berichte, Essays, Rezensionen aus fünfundzwanzig Jahren. Verlag Traugott Bautz, Nordhausen 2003, ISBN 978-3-88309-116-7
- Wolfgang Hildesheimer – Werkgeschichte (Band 1+2). Verlag Traugott Bautz, Nordhausen 2003, ISBN 978-3-88309-120-4
- Hanna Jehle: Gedichte.Gesammelt und kommentiert von Volker Jehle. Aachen: Shaker Media 2008; zweite, ergänzte Auflage 2014.[10]
- Burgmann & Jehle: Der Geschichtenerzähler. Aachen: Shaker Media 2008.
- Hanna Jehle: Mit den Augen des Herzens. Impressionen meiner Kindheit in einer alten Stadt. Herausgegeben von Volker Jehle. Aachen: Shaker Media 2011.
- Reisen. Mit Holzschnitten von Michael Wendel. Aachen: Shaker Media 2011.[11]
- Hanna Jehle: Mitten im Alltag. Feuilletons. Gesammelt, kommentiert und herausgegeben von Volker Jehle. Aachen: Shaker Media 2013.
- Musikhistorische Sammlung Jehle. Gesamtverzeichnis. Nach Martin Friedrich Jehles Verzeichnis zusammengestellt, korrigiert, ergänzt, mit Vorwort und Register versehen von Volker Jehle. Mitarbeit: Ursula Eppler. Erste Auflage 2013, nicht gedruckt, sondern jeweils die neueste Auflage, momentan die siebte überarbeitete und ergänzte Auflage Januar 2021 (4866 S.), die achte und letzte Auflage September 2021 (5049 S.), herunterzuladen unter www.sammlungjehle.com.[12]
- Wolfgang Hildesheimer: „Die sichtbare Wirklichkeit bedeutet mir nichts“. Die Briefe an die Eltern. Herausgegeben von Volker Jehle. 2 Bde. Berlin: Suhrkamp 2016.[13]
- Musikhistorische Sammlung Jehle. Reden und Essays. Düren: Shaker Media 2021.

### Theaterstück
- 2000: Susanne. Vogtlandtheater Plauen, Inszenierung: Dieter Roth.[14]

### Film
- Komm, wir träumen! Hauptdarsteller: Anna Brüggemann und Julian Hackenberg, Regie: Leo Hiemer, Kamera: Marian Czura, Drehbuch: Volker Jehle (Mitarbeit: Leo Hiemer), Weltpremiere: Hofer Filmtage 2004, Kinostart: Herbst 2005 in München, Erstausstrahlung: SWR, 3. September 2007; DVD: Absolut Medien 2007.[15]